# 程振山
程振山（1957年5月—），男，汉族，河北高邑人，中华人民共和国政治人物，2006年11月任和田地委书记，2011年7月任喀什地委书记，曾任中共新疆维吾尔自治区党委统战部部长（2013年3月至2016年11月），2013年1月至2021年2月任新疆维吾尔自治区政协副主席，新疆维吾尔自治区红十字会会长，中共十八大代表，第十一届全国人大代表，第十二届全国政协委员。